# Aéroport Marseille-Provence
Pour les articles homonymes, voir AMP.
L'aéroport de Marseille-Provence (code IATA : MRS • code OACI : LFML), jusqu'en 1986 dénommé Marseille-Marignane, est un aéroport international français situé dans la commune de Marignane et à distance égale de Marseille et d'Aix-en-Provence dans le département des Bouches-du-Rhône.
Avec 11 167 485 passagers (+ 10 % par rapport à 2019 et 3,3 % par rapport à 2023) un record, il se classe comme le quatrième aéroport français après l'aéroport de Paris-Charles-de-Gaulle, l'aéroport de Paris-Orly et de l'aéroport de Nice-Côte d'Azur.
Il est desservi par trente-quatre compagnies aériennes et propose plus de 131 destinations en Europe, en Afrique du Nord, en Chine, au Canada et dans l'océan Indien.

## Histoire

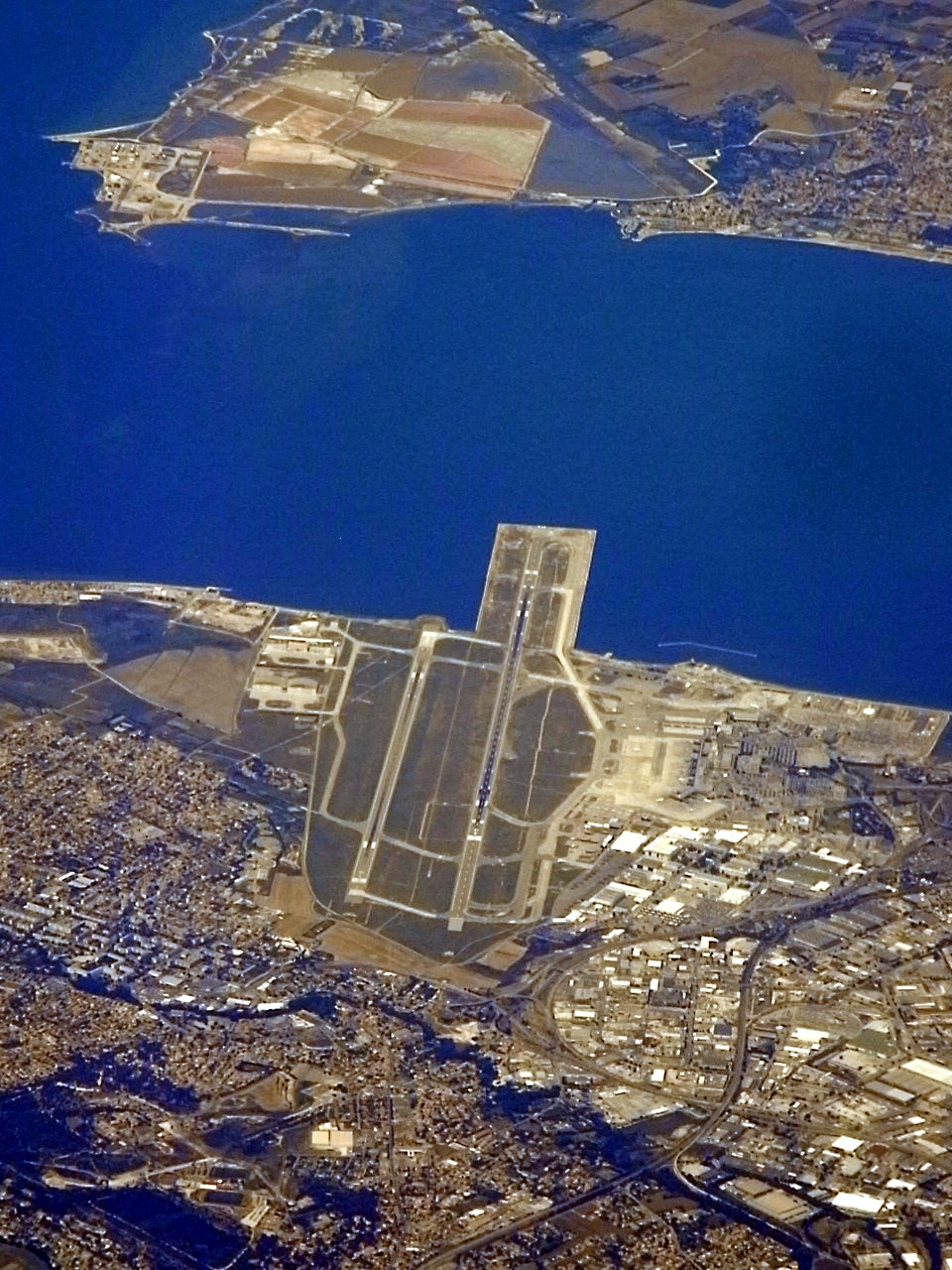
L'aéroport Marseille-Provence, au bord de l'étang de Berre, vu du ciel.

Les travaux d'aménagement de l'aéroport débutent en 1922, sur un terrain de 130 hectares à 2 km de la ville de Marignane. Au nord se trouve un poste d'hydravion et une jetée de 200 mètres est construite pour en assurer la sécurité. Le 22 octobre 1922, le « port aérien » de Marignane est inauguré et devient un véritable aéroport civil.
Le 25 mai 1939, la compagnie Pan American Airways ouvre la première liaison postale aérienne entre les États-Unis et la France.
Détruit à la suite des bombardements alliés durant la Seconde Guerre mondiale, les premiers travaux sont entrepris en 1945 avec la construction de deux hangars et d'une aérogare provisoire et la réfection de la piste en béton puis en 1946, la construction de la première tour de contrôle d'une hauteur de 17 mètres.
En 1951, l'aéroport de Marignane devient officiellement l’aéroport principal de Marseille.
En 1956, débute la construction de l'aérogare qui accueille encore aujourd'hui les passagers du terminal 1 hall A. Dessiné par l’architecte Fernand Pouillon et l'architecture intérieure est confiée à Maxime Old. Le bâtiment, d'une hauteur de 10 mètres, 160 mètres de largeur et d'une profondeur de 52 mètres, pour l'époque, c'est une prouesse architecturale.
En 1986, l'aéroport adopte son nom actuel d'aéroport Marseille-Provence.
En 1992, débutent les travaux d'extension d'une superficie de 16 000 m et le renouvellement des satellites pour l'embarquement pour une inauguration en 1998 en même temps que la nouvelle tour de contrôle d'une hauteur de 50 mètres.
Le 26 décembre 1994, l'avion du vol Air France 8969, pris en otage par le groupe islamique armé, fait escale à Marseille, où le GIGN donne l'assaut. Cet événement entraîne l'arrêt des vols d'Air France vers l'Algérie jusqu'en 2003.
En 2006, inauguration du terminal 2 entièrement consacrée aux compagnies à bas prix, notamment Ryanair qui y installe une base régionale. Ce nouvel équipement permet une augmentation du trafic de 14 % dès 2007.
En 2021, débutent les travaux du projet « Cœur d’Aéroport » dessiné à partir de 2017 par l'agence anglaise Foster + Partners accompagnée par les architectes marseillais Tangram.
Le 21 octobre 2022, l'aéroport de Marseille-Provence a célébré les 100 ans avec différentes manifestations.
Le 17 juin 2024, inauguration du nouveau terminal 1, dessiné par Foster and Partner avec un nouveau bâtiment de 22 000 m2 relie le hall A au hall B et permet la réhabilitation de 28 000 m2 existants.

## Situation
Les terrains de l'aéroport occupent 646 hectares situés au nord de la commune de Marignane, à la limite avec Vitrolles. Bordé par l'étang de Berre, l'aéroport est situé à 25 km de Marseille et de 24 km d'Aix-en-Provence.

## Gestion
Depuis 2014, l'aéroport Marseille-Provence est géré par la société aéroportuaire Aéroport Marseille Provence (SA AMP). Son capital est détenu par :
- 60 % par l'État français
- 25 % par la chambre de commerce
- 5 % par le conseil régional de Provence-Alpes-Côte d'Azur
- 5 % par le conseil départemental des Bouches-du-Rhône

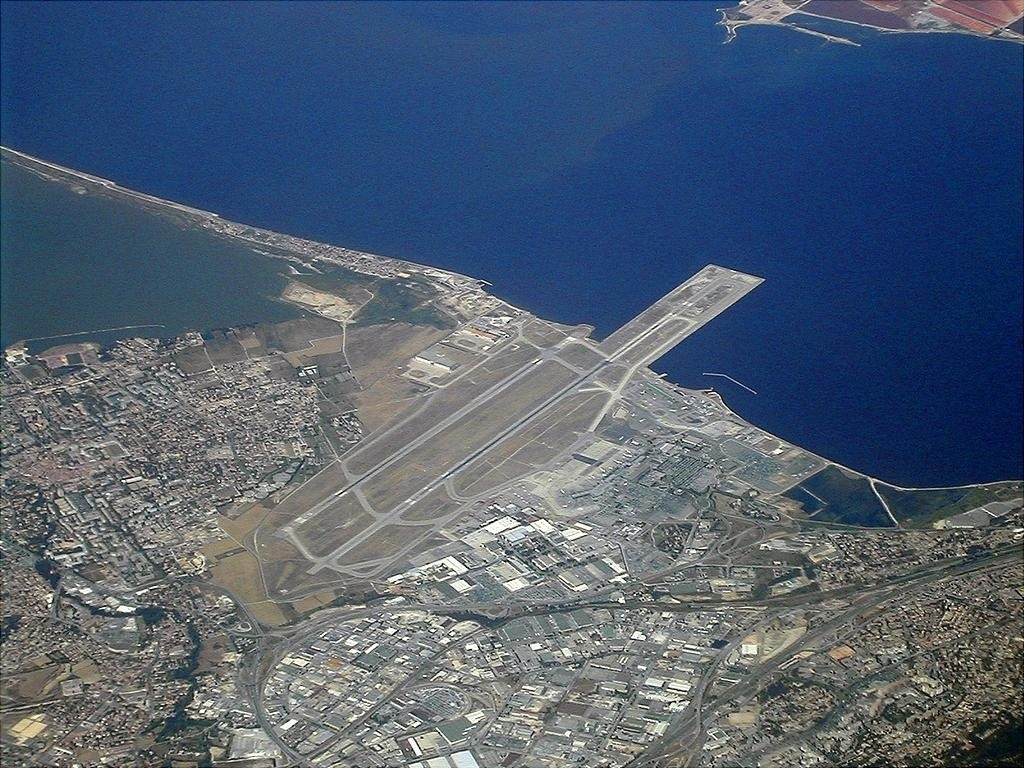
Vue aérienne de l'aéroport.

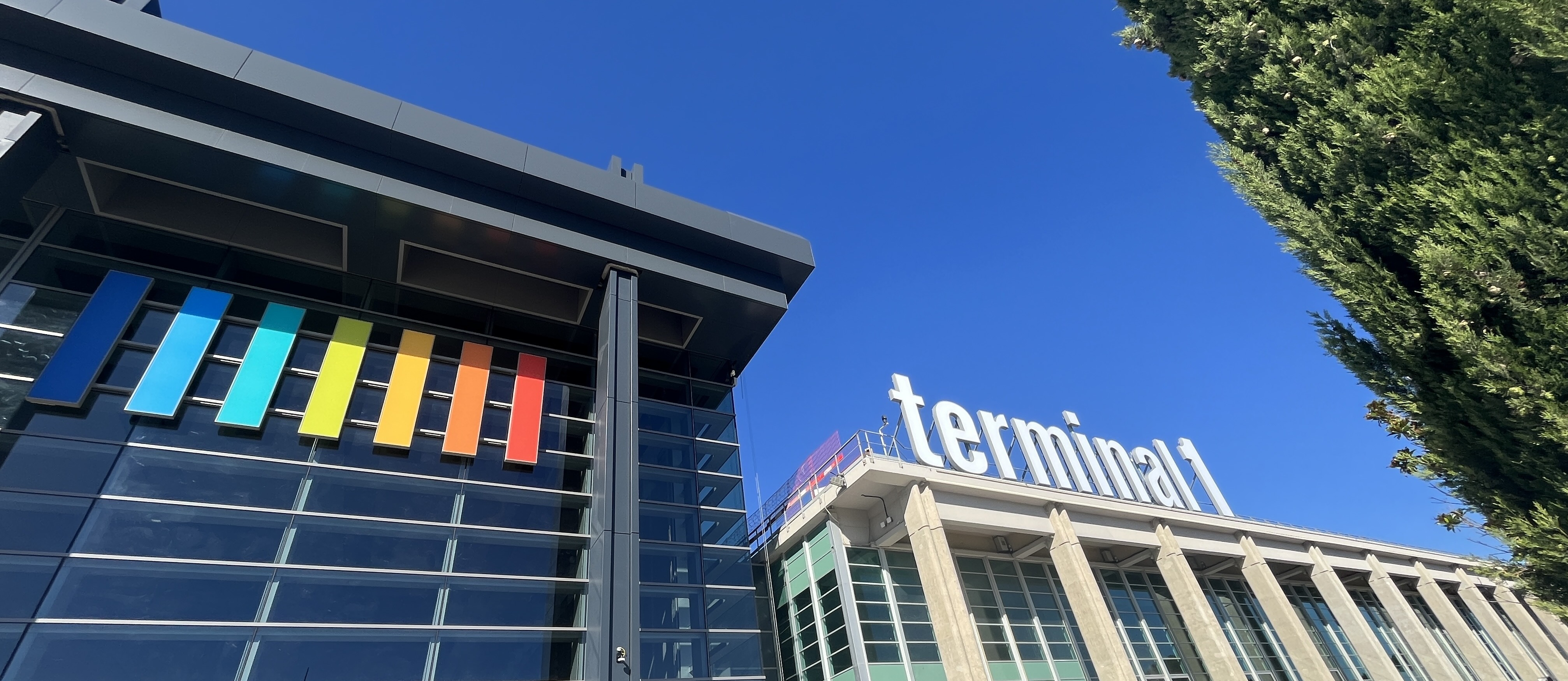

- 4 % par la métropole d'Aix-Marseille-Provence
- 1 % par la commune de Vitrolles

## Infrastructures et équipements
L'aéroport est équipés de deux pistes :
- La piste 31R/13L d'une longueur de 3 440 m et d'une largeur de 45 m, son orientation géographique est 314° / 134° (313°/133° magnétiques). Elle est principalement utilisée pour les départs et arrivées du trafic commercial.
- La piste parallèle 31L/13R a une longueur de 2 370 m et une largeur de 45 mètres, elle est orientée à 315° / 135° (314°/134° magnétiques) et est utilisé aussi bien pour certaines arrivées des vols commerciaux que pour les départs des vols effectués avec des avions privés.

Deux terminaux équipés de 17 passerelles aéroportuaires directes et de 45 postes hors passerelles[style à revoir][réf. nécessaire].
- Terminal 1 où opèrent les compagnies traditionnelles comme Air France, Air Corsica, Lufthansa, Turkish, Ibéria, BA et également des challengers plus récents comment Volotéa ou Transavia.
- Terminal 2 dédié aux compagnies à bas prix comme Ryanair et EasyJet ouvert en 2006.
- Une surface commerciale 5 677 m2 de boutiques dont un Duty Free (boutique hors taxes) traversant de plus de 1 000 m2 et de 18 points de restaurations dont l’essentiel de l’offre est concentré du côté des salles d’embarquement.
- Neuf hôtels à proximité dont 4 situé dans la zone aéroportuaires desservis par des navettes gratuites (Hilton Hotels & Resorts, Ibis (chaîne d'hôtels), Ibis budget, B&B Hotels, Best Western, Ibis Styles, Holiday Inn).
- Dix sociétés de location de voitures (Avis, Budget, Europcar, Enterprise, Sixt, Hertz, National, Alamo, Goldcar, Ok Mobility)
- Huit parkings dont deux parkings minutes (20 minutes gratuites) et d'un dépose express (8 minutes gratuites) d'une capacité de 13 500 places.
- Une gare routière d'une quinzaine de quais juste en face du terminal 2.
- Un poste de police aux frontières située en bordure de la zone d’accès réservé des pistes de l’aéroport, dans des locaux détenus par la société Aéroport Marseille Provence[8]. C'est la troisième zone d'attente en France quant au nombre de personnes enfermées (360 personnes y ont été enfermées en 2019[9], 174 en 2021, la majorité de nationalité marocaine, turque ou tunisienne[8]) et l'une des plus vétustes. Le 26 mars 2025, un arrêté préfectoral entérine la création pour une durée indéterminée d’un local de rétention administrative (LRA) au sein de l’aéroport, permettant selon la loi d'enfermer les étrangers de deux à six jours[10].
- Une caserne des Bataillon de marins-pompiers de Marseille qui compte 71 marins pompiers avec 5 SSLIA (Service de Sauvetage et de Lutte contre l'Incendie des Aéronefs).

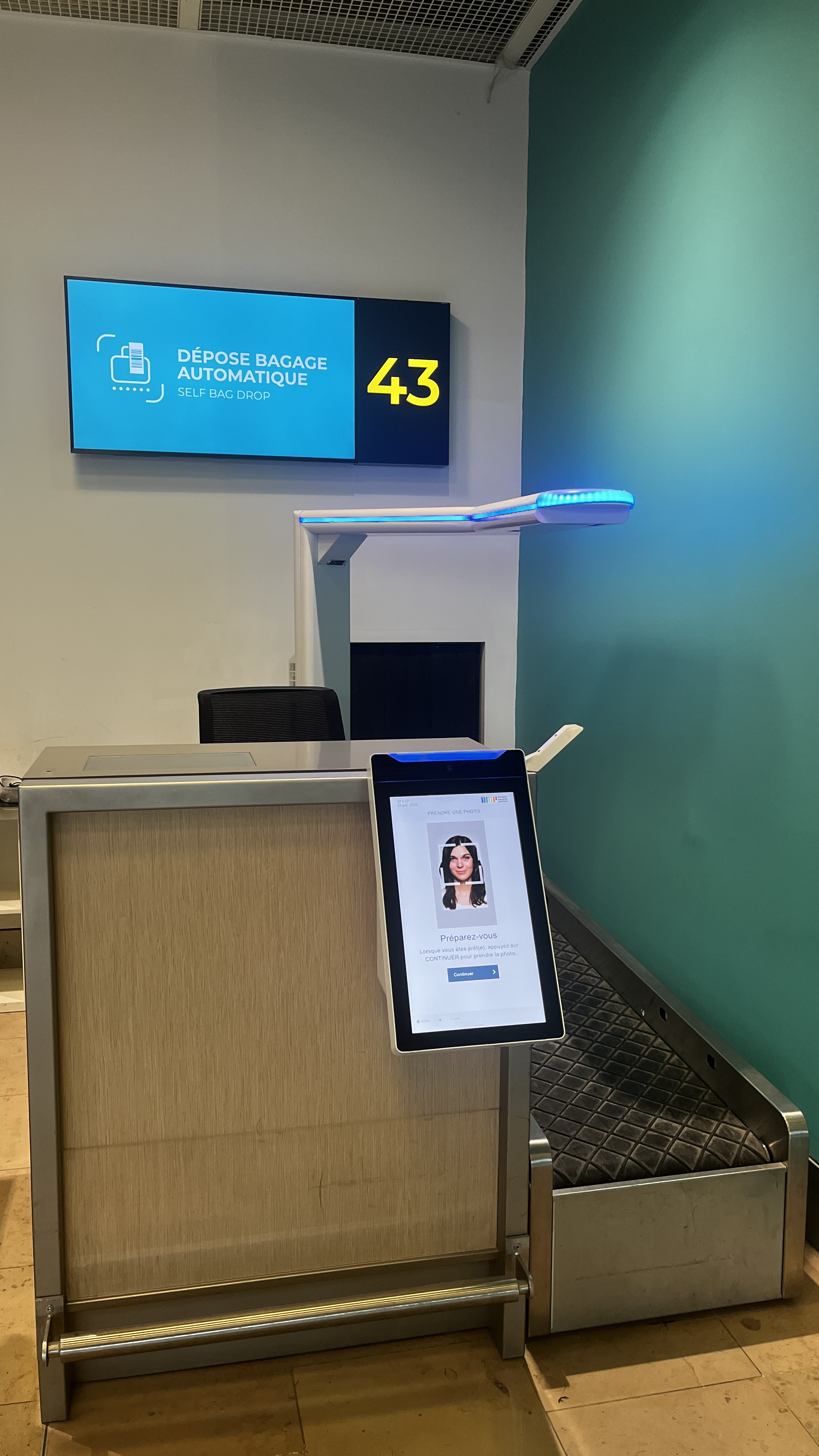

L’aéroport se dote depuis 2023 de nouvelles bornes libre-service permettant aux passagers de s’enregistrer, d’étiqueter leurs bagages et d’envoyer leurs bagages vers les soutes.
Le Terminal 2 est ainsi équipé depuis l’été 2023 de bornes de pesage et d’étiquetage des bagages directement pilotables via l’app mobile des compagnies aériennes,
Une zone libre-service positionnée au centre du Terminal 1 propose:
- Des bornes d’enregistrement et d’étiquetage des bagages. Celles-ci remplissent également la fonction d’enrôlement biométrique pour les passagers n’ayant fait la démarche sur leur smartphone sur l’app de l’aéroport.
- Des déposes bagages biométriques. Celles-ci nécessitent au préalable un enrôlement volontaire du passager via l’app ou sur les bornes présentent dans la zone[14],[15],[16].

Le procédé biométrique utilisé est le premier du genre. Une carte d’embarquement biométrique est délivrée au passager, dématérialisée sur l’app ou imprimée sur la borne, sous forme de QR-Code. Ce QR-Code contient l’ensemble des informations de voyage et d’identité du voyageur, permettant ainsi de respecter le RGPD et l’avis 11/2024 de l’EDPB sur l’utilisation de la biométrie en aéroport,,,.

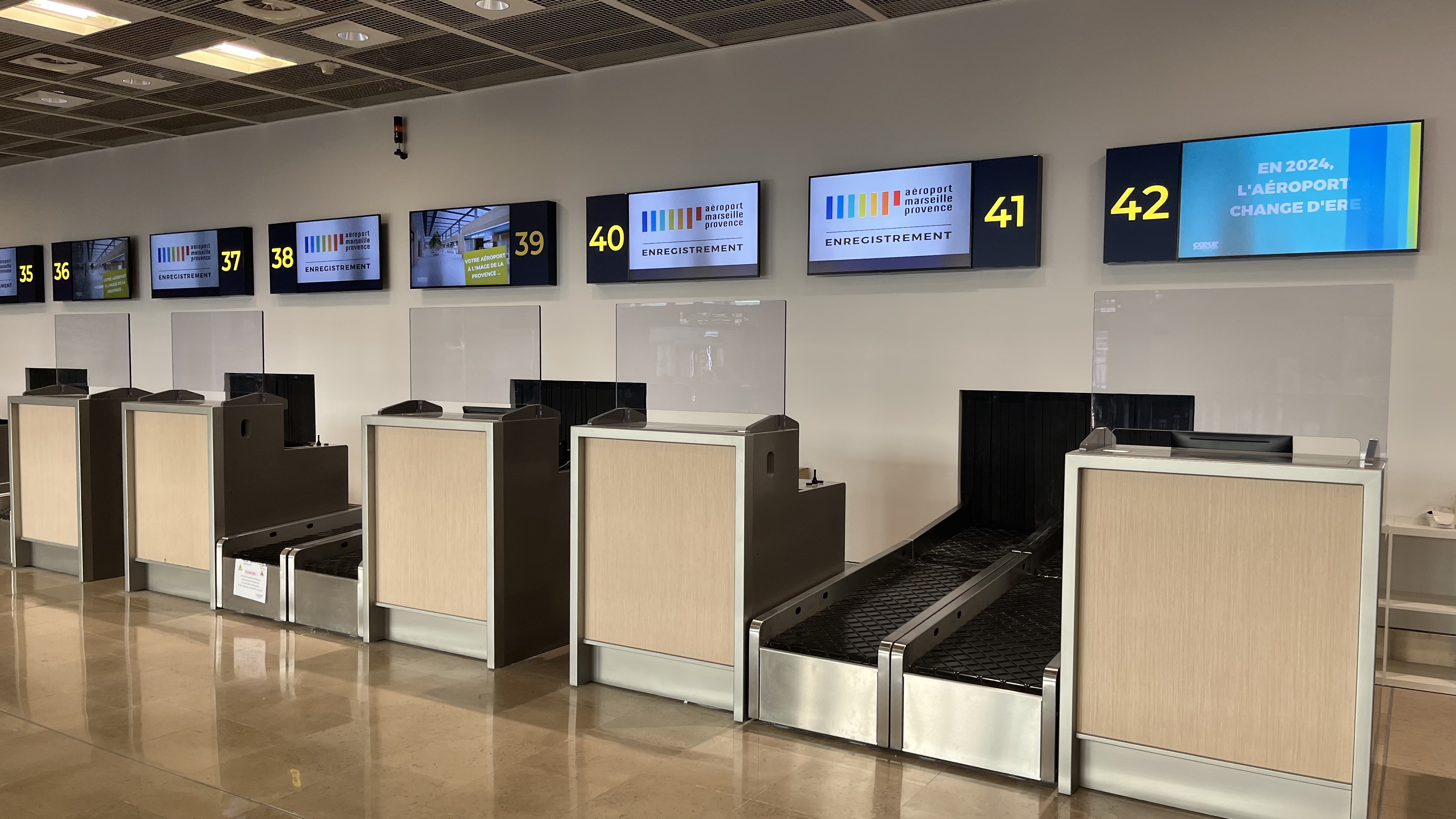
Nouvelle zone d'enregistrement du terminal 1.

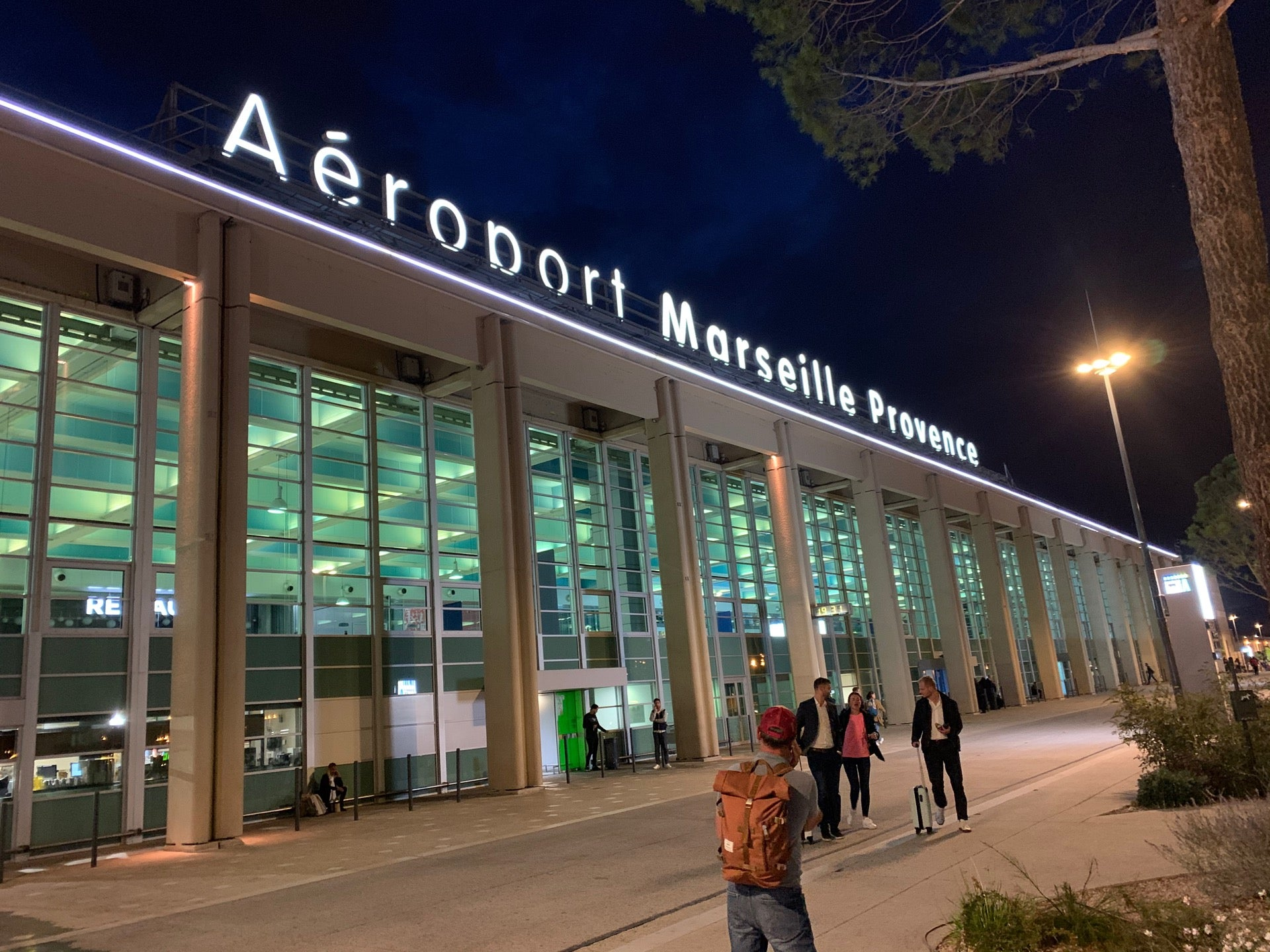
L'entrée du principal terminal de l'aéroport Marseille-Provence.

## Accès
Il existe plusieurs façons pour se rendre à l’aéroport :

### En voiture
Par l’autoroute A7, prendre la sortie 30 (Vitrolles, Marignane, Saint-Victoret, Les Pennes-Mirabeau, Gare d’Aix-TGV) qui mène sur la RD 113 puis emprunter la RD 9 en direction de Marignane et Saint-Victoret et enfin prendre la RD 20 ; la bretelle d’accès à l’aéroport se situe à hauteur du parc d’activités de Couperigne.

### En train
La gare ferroviaire la plus proche est la gare TER de Vitrolles-Aéroport-Marseille-Provence qui est située à environ 500 mètres à vol d’oiseau de l’entrée de l’aéroport. La ligne 13A du réseau Salon Etang Côte Bleue permet de les relier en 15 minutes. Un téléphérique reliant la gare et l’aéroport est actuellement en projet.

### En bus
L’aéroport est desservi par les lignes de bus et d’autocars suivantes :
- Lignes de bus Salon Etang Côte Bleue :
  - Ligne 13 en direction d’Airbus Helicopters via la gare (ligne 13A) ou de Vitrolles Pierre Plantée.
  - ligne 17 en direction de Salon-de-Provence via Rognac et Lançon-Provence.
  - ligne 19 en direction de Salon-de-Provence direct par autoroute.

- Lignes d’autocar lecar (ex-Cartreize) :
  - Ligne 38 en direction de Martigues.
  - Ligne 40 en direction d’Aix-en-Provence.
  - Ligne 91 en direction de Marseille.

- Lignes d’autocar ZOU! :
  - Ligne 50 en direction des stations de ski des Alpes du Sud (navettes blanches, accessibles sur réservation).
  - Ligne 66 en direction de Digne-les-Bains via Manosque.

Des autocars appartenant aux compagnies BlaBlaCar Bus et FlixBus assurent des liaisons entre l’aéroport et de nombreuses villes en France et en Europe.

#### Projet de téléphérique
Le conseil de la métropole d'Aix-Marseille-Provence approuve en janvier 2023 le financement et le lancement d'études préliminaires à la construction d'un téléphérique entre la gare de Vitrolles-Aéroport-Marseille-Provence et l'aéroport avec une station intermédiaire à Airbus Helicopters. Le temps de trajet sera de 6 min pour une distance d'un kilomètre. Il pourra transporter jusqu'à 1 200 voyageurs par heure. Son coût est estimé à 30 millions d'euros et la mise en service est prévue en 2027.

## Statistiques de fréquentation
Le graphique qui aurait dû être présenté ici ne peut pas être affiché car il utilise l'ancienne extension Graph, désactivée pour des questions de sécurité. Des indications pour créer un nouveau graphique avec la nouvelle extension Chart sont disponibles ici.

Voir la requête brute et les sources sur Wikidata.

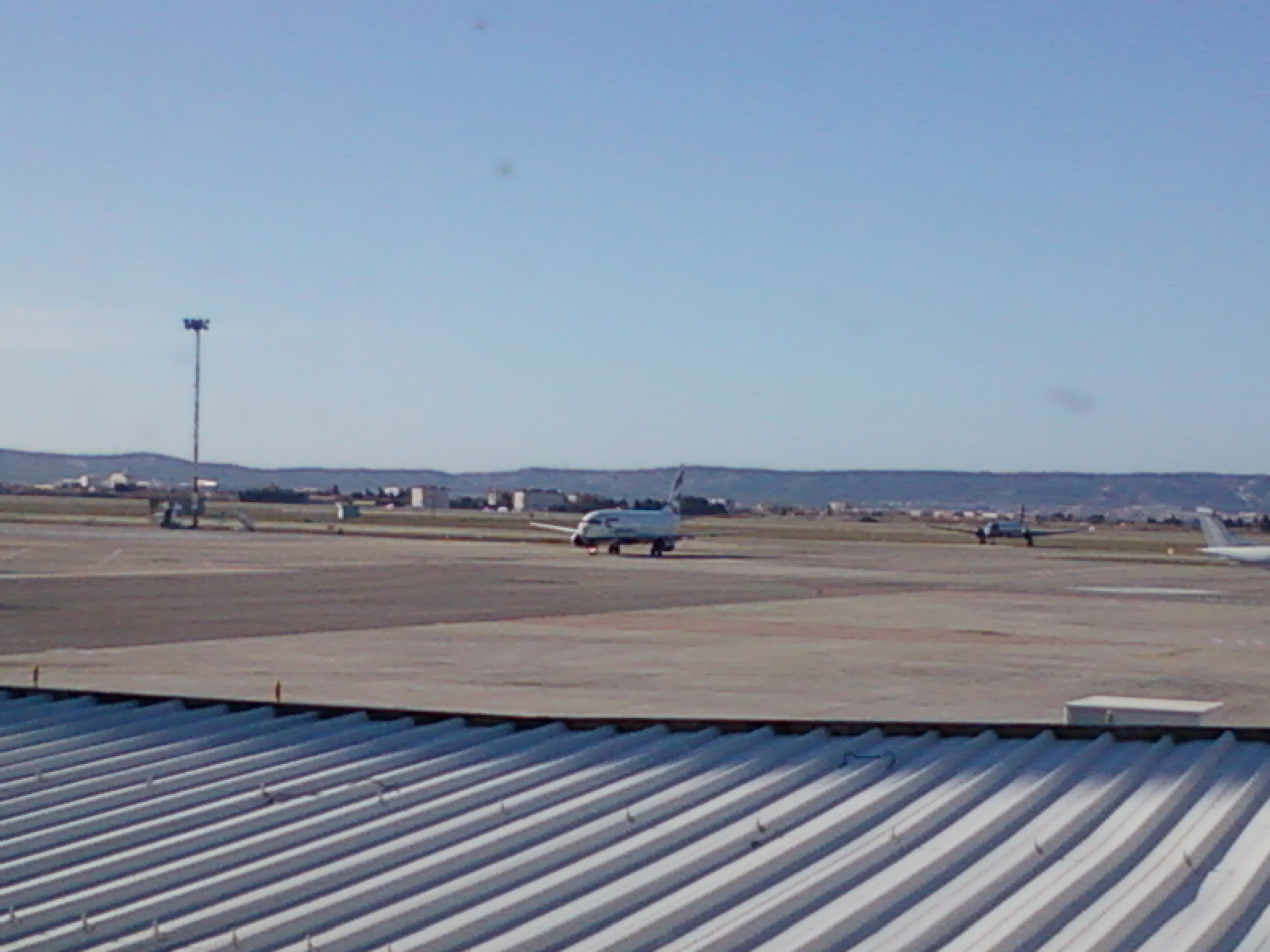
Vue de la piste de l'aéroport.

La fréquentation de l'aéroport est en hausse quasi constante depuis plusieurs années, notamment depuis l'ouverture du terminal 2. En 2019, l'aéroport accueille 10 151 743 passagers (97 000 mouvements d'avions).
62 % du trafic se fait vers ou en provenance de destinations internationales.
En 2022, l'aéroport a accueilli 9 148 306 passagers soit -10 % du trafic de 2019 mais + 96 % qu'en 2021, ce qui le fait redevenir le quatrième aéroport français, deuxième hors Paris, derrière Nice-Côte-d'Azur mais devant Lyon-Saint-Exupéry.
Le top 5 des meilleures destinations par pays sont en 2022 : l'Espagne (900 000 passagers), le Maroc (660 000 passagers), la Grande-Bretagne (557 735 passagers), l'Italie (505 000 passagers), l'Allemagne (474 000 passagers).
En 2023, l'aéroport Marseille-Provence présentera 131 destinations vers 36 pays avec 34 compagnies aériennes.

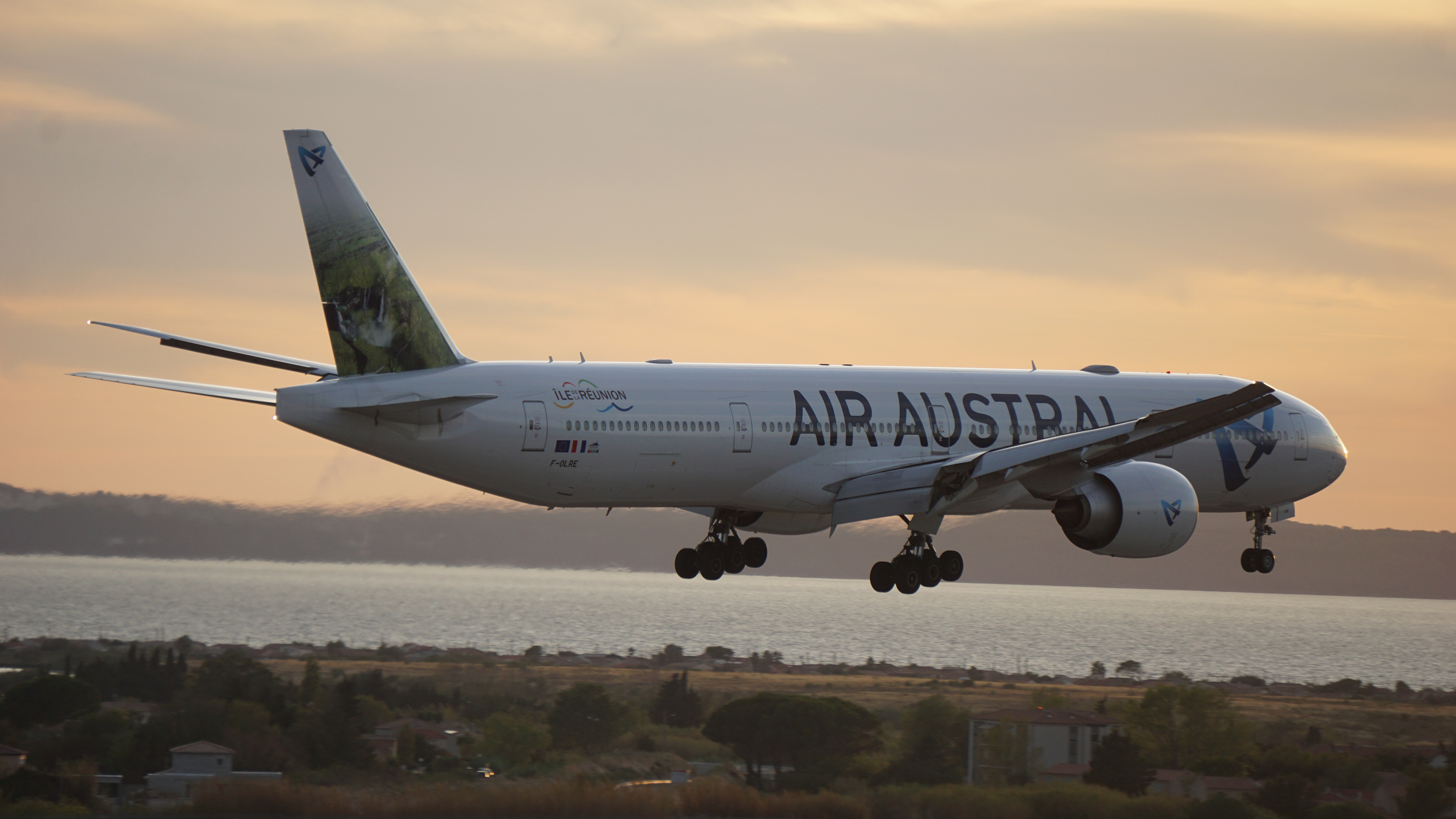
Atterrissage du F-OLRE à MRS.

| Année | Nombre de passagers | Mouvements commerciaux | Tonnage de fret |
| ----- | ------------------- | ---------------------- | --------------- |
| 1997  | 5 473 556           |                        | 37 895          |
| 1998  | 5 670 956           |                        | 38 612          |
| 1999  | 6 016 884           |                        | 38 418          |
| 2000  | 6 458 429           | 100 045                | 56 199          |
| 2001  | 5 932 029           | 218                    | 40 553          |
| 2002  | 5 457 443           | 700                    | 40 760          |
| 2003  | 5 364 763           | 81 345                 | 38 775          |
| 2004  | 5 756 038           | 86 093                 | 53 768          |
| 2005  | 5 859 480           | 87 827                 | 57 109          |
| 2006  | 6 115 943           | 89 807                 | 55 641          |
| 2007  | 6 962 773           | 96 737                 | 40 709          |
| 2008  | 6 965 933           | 96 357                 | 44 311          |
| 2009  | 7 290 119           | 96 338                 | 48 748          |
| 2010  | 7 522 167           | 97 317                 | 52 179          |
| 2011  | 7 363 068           | 95 924                 | 53 019          |
| 2012  | 8 295 479           | 101 113                | 53 026          |
| 2013  | 8 260 619           | 97 220                 | 51 793          |
| 2014  | 8 182 237           | 91 957                 | 53 345          |
| 2015  | 8 261 804           | 90 648                 | 52 207          |
| 2016  | 8 475 806           | 90 820                 | 55 893          |
| 2017  | 9 002 086           | 92 707                 | 56 132          |
| 2018  | 9 390 371           | 93 527                 | 56 695          |
| 2019  | 10 151 743          | 97 503                 | 59 694          |
| 2020  | 3 359 149           | 43 184                 | 51 299          |
| 2021  | 4 631 133           | 55 984                 | 56 526          |
| 2022  | 9 148 306           | 87 004                 | 53 716          |
| 2023  | 10 800 254          | 96 809                 | 55 134          |
| 2024  | 11 167 485          | 88 178                 | 59 587          |

## Compagnies aériennes et destinations
| Compagnies                    | Destinations |
| ----------------------------- | --- |
| Aegean Airlines               | En saison: Athènes E.-Venizélos, Héraklion-N. Kazantzákis |
| Aer Lingus                    | En saison: Dublin |
| Air Algérie                   | - Alger-Houari-Boumédiène, - Annaba-Rabah-Bitat, - Batna - Mostepha Ben Boulaïd, - Béjaïa, - Chlef, - Constantine-Mohamed-Boudiaf, - Ferhat Abbas, - Oran-Ahmed-Ben-Bella En saison: Sétif, Tlemcen - Zenata - Messali El Hadj |
| Air Arabia                    | Fès-Saïss, Le Caire |
| Air Corsica                   | Ajaccio-Napoléon-Bonaparte, Bastia-Poretta, Calvi Sainte-Catherine, Figari Sud Corse |
| Air France                    | Lyon-Saint-Exupéry, Paris-Charles de Gaulle, Paris-Orly (Fin le 28 mars 2026) |
| Air Serbia                    | En saison: Belgrade-Nikola-Tesla |
| Air Transat                   | Montréal (P.-E.-Trudeau) |
| Austrian Airlines             | Vienne-Schwechat |
| British Airways               | Londres-Heathrow |
| Brussels Airlines             | Bruxelles-National |
| Corsair                       | Dzaoudzi-M. Henry, La Réunion-R. Garros, Maurice-Sir Seewoosagur Ramgoolam |
| easyJet                       | Bâle-Mulhouse, Bordeaux-Mérignac, Lisbonne-H. Delgado, Londres-Gatwick En saison : Bristol, Glasgow |
| El Al                         | Tel Aviv - Ben Gourion |
| Ethiopian Airlines            | Addis-Abeba Bole |
| Eurowings                     | En saison: Düsseldorf |
| Flynas                        | Djeddah - Roi-Abdelaziz |
| Iberia Regional               | Madrid-Barajas En saison: Ibiza |
| KLM                           | Amsterdam |
| Lufthansa                     | Francfort, Munich-F. J. Strauß |
| Luxair                        | En saison: Luxembourg-Findel |
| Nouvelair                     | En saison: Monastir |
| Pegasus Airlines              | Istanbul-S. Gökçen |
| Royal Air Maroc               | Casablanca-Mohammed-V, Marrakech-Ménara, Oujda-Les Angades, Rabat-Salé |
| Ryanair                       | - Agadir-Al Massira - Alicante-Elche - Bergame-Orio al Serio - Berlin-Brandebourg - Bologne-Borgo Panigale - Bucarest-H. Coandă - Budapest-Ferenc Liszt - Catane-Fontanarossa - Charleroi Bruxelles-Sud - Cracovie-Jean-Paul II - Dublin - Eindhoven - Essaouira Mogador - Fès-Saïss - La Rochelle-Île de Ré - Lille Lesquin - Lisbonne-H. Delgado - Londres-Stansted - Luxembourg-Findel - Madrid-Barajas - Malaga-Costa del Sol - Malte - Marrakech-Ménara - Nador - Nantes-Atlantique - Ouarzazate - Oujda-Les Angades - Palerme Falcone-Borsellino - Paphos - Prague-Václav-Havel - Rabat-Salé - Reggio de Calabre - Rome Léonard-de-Vinci/Fiumicino - Séville-San Pablo - Stockholm-Arlanda - Tanger - Tel Aviv - Ben Gourion - Tétouan-Sania R'mel - Tirana-Mère-Teresa - Tours-Val de Loire - Valence - Wrocław-N. Copernic En saison : - Amman-Reine-Alia, - Bari-Karol Wojtyła, - Bristol - Corfou-I. Kapodístrias, - Dubrovnik, - Édimbourg, - Faro, - Ibiza, - La Canée I.-Daskaloyánnis, - Lanzarote-Arrecife, - Madère-C. Ronaldo, - Limoges-Bellegarde, - Manchester, - Minorque-Mahón, - Naples-Capodichino, - Palma de Majorque, - Reggio de Calabre, - Rhodes-Diagoras, - Wrocław-N. Copernic - Shannon, - Ténériffe-Sud Reine Sofia, - Trévise-Sant'Angelo, - Venise - Marco Polo, - Zadar, - Zagreb-Pleso |
| Shanghai Airlines             | Marrakech-Ménara, Shanghai-Pudong |
| Sky Express                   | En saison: Héraklion-N. Kazantzákis |
| SunExpress                    | En saison: Antalya, Izmir-A. Menderes |
| Swiss International Air Lines | Zurich |
| TAP Air Portugal              | Lisbonne-H. Delgado |
| Transavia France              | - Alger-Houari-Boumédiène, - Athènes E.-Venizélos, - Beyrouth-Rafic Hariri, - Brest-Bretagne, - Dakar-B. Diagne, - Hurghada, - Le Caire, - Nantes-Atlantique, - Paris-Orly (débute le 29 mai 2026) - Tunis-Carthage En saison: - Annaba-Rabah-Bitat, - Antalya, - Biarritz-Pays Basque, - Casablanca-Mohammed-V, - Djerba-Zarzis, - Erevan-Zvarnots, - Madère-C. Ronaldo (débute le 13 juillet 2025), - Héraklion-N. Kazantzákis, - Djeddah - Roi-Abdelaziz (débute le 30 octobre 2025), - Larnaca (débute le 13 juillet 2025), - Lille Lesquin, - Marrakech-Ménara, - Médine-Prince M. Bin Abdulaziz (débute le 30 octobre 2025), - Monastir, - Praia (débute le 1er novembre 2025), - Sal-A. Cabral (débute le 1er novembre 2025), - Sétif, - Tel Aviv - Ben Gourion (débute le 26 octobre 2025) |
| Tunisair                      | Djerba-Zarzis, Monastir, Tunis-Carthage |
| Turkish Airlines              | Istanbul |
| Twin Jet                      | Bâle-Mulhouse, Milan-Malpensa, Pau-Pyrénées, Toulouse-Blagnac |
| Volotea                       | - Athènes E.-Venizélos, - Caen, - Constantine-Mohamed-Boudiaf, - Fuerteventura, - Oran-Ahmed-Ben-Bella, - Rennes-Saint-Jacques, - Sétif, - Strasbourg, - Tlemcen - Zenata - Messali El Hadj, - Venise - Marco Polo En saison: - Annaba-Rabah-Bitat, - Barcelone-El Prat, - Béjaïa, - Bordeaux-Mérignac, - Brest-Bretagne, - Cagliari, - Copenhague-Kastrup, - Dubrovnik, - Héraklion-N. Kazantzákis, - Lanzarote-Arrecife, - Las Palmas/Gran Canaria, - Minorque-Mahón, - Mykonos, - Olbia-Costa Smeralda, - Palma de Majorque, - Salerne-Côte amalfitaine, - Santorin, - Split, - Ténériffe-Sud Reine Sofia |
| Vueling                       | Alger-Houari-Boumédiène, Barcelone-El Prat |

Actualisé le 15/04/2025

## Bases opérationnelles

### Ryanair
- Inaugurée le 12 juin 2020
- Un total de 62 destinations
- 7 Boeing 737 basés
- 2,9 millions de passagers
- 210 salariés

### Volotea
- Inaugurée le 19 avril 2018
- Un total de 25 destinations
- 3 Airbus A320 basés
- 810 000 passagers (2023)
- 113 salariés

### Transavia
- Inaugurée en 2022
- Un total de 18 destinations
- 2 Boeing 737 basés (1 avion supplémentaire en 2025)
- 270 000 passagers (été 2024)

### Air France
- Inaugurée en octobre 2011[30]
- Base uniquement personnels navigants et techniciens au sol, pas d’avion basé
- Un total de 5 destinations (3 destinations estivales)

## Hub Cargo
L'aéroport Marseille-Provence est le deuxième aéroport de fret en France après Paris et le 1er aéroport régional en fret express. Le hub cargo est la porte d'entrée pour les produits périssables en provenance d’Afrique (poissons, fruits et légumes.
L’aéroport Marseille-Provence met à la disposition des opérateurs de fret un complexe ultra moderne de chambres froides de 1200 m2 agréé poste frontalier par l’Union Européenne.

### Statistiques
2019 : 59 694 tonnes de fret dont 52 260 tonnes de fret express
2021 : 51 222 tonnes de fret express
2022 : 53 716 tonnes dont 48 250 tonnes de fret express et 5 466 tonnes de fret traditionnel
2023 : 55 134 tonnes de fret (+2,6 %) dont 50 359 tonnes de fret express (+4,3 %) et 4 775 tonnes de fret traditionnel (-12,7 %)

### Entreprises de fret express
- Chronopost : 21 741 tonnes (+35 %)
- DHL : 15 932 tonnes (-11 %)
- UPS : 11 046 tonnes (-8 %)
- FedEx : 1640 tonnes (-23 %)

### Compagnies aériennes transportant le plus gros tonnage
Turkish Airlines avec 325 tonnes cumulées (+51 %)
Lufthansa avec 250 tonnes cumulées (+41 %)
Ethiopian Airlines avec 326 tonnes cumulées (-56 %)
| Compagnies           | Destinations                                                                                                |
| -------------------- | --- |
| ASL Airlines Belgium | Paris-Charles de Gaulle                                                                                     |
| ASL Airlines France  | Ajaccio-Napoléon-Bonaparte, Bastia-Poretta, Nice-Côte d'Azur, Paris-Charles de Gaulle, Rennes-Saint-Jacques |
| DHL Aviation         | Bruxelles-National, Leipzig/Halle, Malte, Nice-Côte d'Azur                                                  |
| FedEx Express        | Lyon-Saint-Exupéry, Paris-Charles de Gaulle                                                                 |
| UPS Airlines         | Cologne/Bonn-K. Adenauer                                                                                    |

## Airbus Helicopters

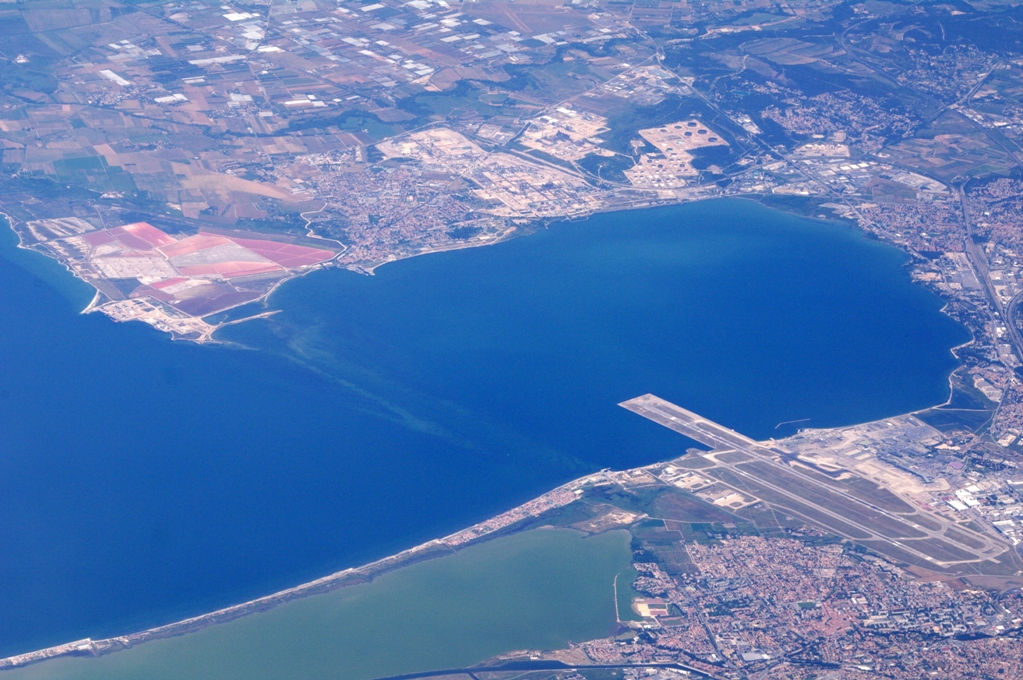
L'aéroport, vu depuis le ciel.

Airbus Helicopters est le premier fabricant d'hélicoptères civils au monde et l'un des principaux constructeurs d'hélicoptères militaires. Il fut créé sous le nom d'Eurocopter en 1992 à partir de la fusion des divisions hélicoptères de l'entreprise française Aérospatiale (SNIAS) et de l'entreprise allemande Deutsche Aerospace (DASA). Airbus Helicopters est une filiale détenue à 100 % par Airbus Group. Le siège de la société est installé à Marignane.
Premier employeur dans la région Provence - Alpes -Côte d'Azur avec plus de 13 000 employés avec plus de 200 métiers spécialisés. En 2023, Airbus à livré dans le monde 346 appareils, dont 250 ont été fabriqués à Marignane. Airbus Helicopters collabore avec 250 entreprises de la filières hélicoptères situées dans le sud de la France

## Sabena Technics
Sabena Technics est une entreprise française spécialisée dans la maintenance aéronautique (MRO). Le centre de maintenance de l'aéroport Marseille-Provence est situé dans les hangars Boussiron d'une superficie de 3000 m² d'ateliers (moteurs, chaudronnerie, avionique, roues/freins et peinture) assure des maintenances d'avions et hélicoptères militaires.

## Sécurité civile
La sécurité civile est implantée à l'opposé des pistes d'atterrissages avec une base de ravitaillement en produit retardant ou en eau des avions bombardiers de type Bombardier Q400 de la sécurité civile pour la lutte contre les incendies et d'une base du groupement d'hélicoptères de la sécurité civile (GHSC) avec un hélicoptère Airbus Helicopters H145 pour des missions de secours et de sauvetage.

## L'aéroport au cinéma et dans les médias
La Provence, grâce à son climat, sa géographie variée et son histoire, joue le rôle depuis toujours de décor de nombreuses œuvres romanesques ou historiques. Sa porte d'entrée par les airs que représente son aéroport fait ainsi partie intégrante de nombreux scénarios, de films à gros budgets comme de shows moins connus.

### Dans leseptième art
- 1970, Borsalino par Jacques Deray
- 1970, Le Passager de la pluie par René Clement
- 1998, Taxi par Gérard Pirès
- 1999, Mortes de préférence par Jean-Luc Breitenstein
- 2000, Quatre Copains par Stéphane Kurc
- 2001, Un aller simple par Laurent Heynemann
- 2001, C'est la vie par Jean-Pierre Ameris
- 2002, Marie-Jo et ses deux amours par Robert Guédiguian
- 2003, Love Actually de et par Richard Curtis
- 2004, Les 11 commandements par François Desagnat et Thomas Sorriaux
- 2005, Les chevaliers du Ciel par Gérard Pirès
- 2005, Boudu par Gérard Jugnot
- 2005, L'enfant de personne par Michaël Perrotta
- 2006, Le voyage en Arménie par Robert Guedigian
- 2006, Une grande année par Ridley Scott
- 2007, Taxi 4 par Gérard Krawczyk
- 2008, Trahison par Jeffrey Nachmanoff
- 2008, Hold-up à l'italienne par Claude-Michel Rome
- 2010, L'italien par Olivier Baroux
- 2010, Vieilles Canailles par Arnaud Sélignac
- 2012, Ce que le jour doit à la nuit, par Alexandre Arcady
- 2015, Tête baissée par Kamen Kalev
- 2015, Une histoire de fou par Robert Guédiguian
- 2015, Imposture par Julien Despaux
- 2016, Un homme à la hauteur par Laurent Tirard
- 2017, La tueuse caméléon par Josée Dayan
- 2018, Le gendre de ma vie par François Desagnat
- 2020, Lost in Marseille par Roland Suso Richter
- 2021, Titane[38] par Julia Ducournau
- 2021, Bonne mère par Hafsia Herzi
- 2021, Stillwater par Tom McCarthy
- 2023, Visions par Yann Gozlan

### Dans les séries
- 1998, Van Loc, un grand flic de Marseille
- 2004, Zodiaque par Claude-Michel Rome
- 2008, Mafiosa par Nicole Collet et Serge Moati
- 2008, Merci les enfants vont bien par Stéphane Clavier
- 2010, Enquêtes réservées par Patrick Dewolf et Clémentine Dabadie
- 2011, Plus belle la vie
- 2011, Week-end chez les toqués (E3, E4 et E5) par Catherine Touzet et Ludovic Pion-Dumas
- 2013, Taxi Brooklyn
- 2015, No limit par Luc Besson
- 2015, Une chance de trop
- 2015, Marseille par Florent-Emilio Siri
- 2015, Caïn par Bertrand Arthuys
- 2015, Contact
- 2017, La stagiaire

### Dans les courts métrages
- 2004, Le film dont vous êtes le héros par Stéphane Secq
- 2014, Au sol par Alexis Michalik presque entièrement tourné sur l'aéroport[39]

## Événements notables

### Prise d'otages du vol Air France 8969
Le 26 décembre 1994, l'histoire de l'aéroport est marquée, par l'atterrissage de l'Airbus A300 d'Air France immatriculé F-GBEC qui devait assurer le vol AF8969 avant d'être pris en otage à l'aéroport d'Alger. Les autorités françaises et algériennes décideront de le laisser décoller en direction de la France. Les réserves de carburant étant insuffisantes pour voler jusqu'à Paris, les équipes de négociations poussent le commando à atterrir à Marseille pour faire le plein, l'aéroport étant jugé plus propice par les autorités pour une intervention. L'assaut final du GIGN sera déclenché à 17 h 12. À 17 h 29, l'ensemble des passagers et du personnel a été évacué et le dernier terroriste est abattu.